# Nazionale maschile di rugby a 15 di Malta
La nazionale di rugby XV di Malta ha disputato la sua prima partita il 18 novembre 2000 a Chișinău contro la Moldavia, venendo sconfitta 58 a 8. Ha ottenuto il suo primo successo in campo internazionale nel 2001 sconfiggendo la nazionale del Principato di Monaco per 8 a 0. Da allora la selezione maltese ha fatto notevoli miglioramenti ed attualmente è inserita nella seconda divisione poule B della Coppa Europa di rugby. Ha anche tentato la qualificazione al Coppa del Mondo 2007 riuscendo a superare il primo turno (arrivando terza nel girone D e battendo la Danimarca al playoff) ed è stata eliminata al secondo turno, giungendo terza nel girone 2 alle spalle di Germania e Belgio.
Attualmente è inserita nella 2ª divisione poule A del Campionato europeo per Nazioni di rugby.